# 오기노 고타
오기노 고타(일본어: 荻野 広大, 1997년 5월 2일 ~ )는 일본의 축구 선수이다.

## 구단 경력
그는 2016년부터 2020년까지 J리그의 교토 상가 FC, 카마타마레 사누키에서 활동하였다.